# 베냉 장식판

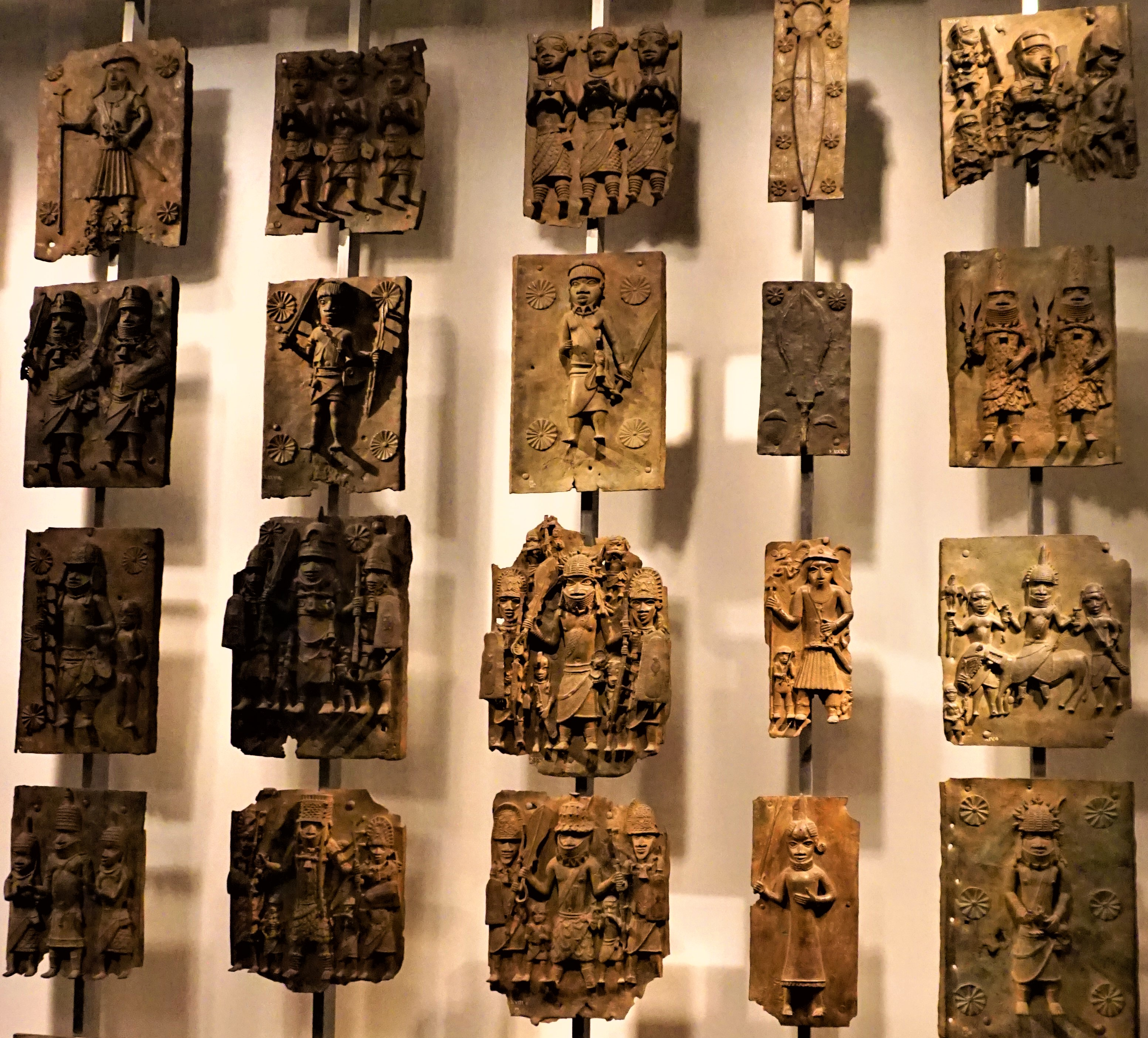
베냉 장식판

베냉 장식판(Benin Bronzes)는 베닌 제국의 왕궁을 꾸미기 위해 사용된 금속 명판과 조각품들이다. 이 수는 천 개가 넘는 것으로 알려져있다. 실제로는 3,000~5,000개 정도였을 것으로 파악된다. 베닌제국의 수도였던 에도 사람들이 13세기에 만들었고 베냉 예술을 대표적으로 보여주는 조각품이다. 명판들을 제외하고 구리나 황동으로 된 보석, 인간 머리 조각들이 있다.
1897년 영국이 베냉을 탐사하면서 대부분의 명판과 조각들이 발견되었다. 대영박물관에서 200 개가 넘는 조각들을 가져갔고 나머지 조각들은 다른 유럽 박물관에 기증되었다.
베냉 장식판은 유럽에 아프리카 문화와 예술에 대한 더 넓은 인식을 가져주었다. 기존의 유럽은 아프리카에 대해 야만적이고 원시적인 사회라고 생각했으나 이 장식판의 발견 이후 더 발달된 문화를 가지고 있다고 인식되었다. 몇몇은 베냉의 금속공학 기술이 포르투갈 제국 사람들이 알려준 것이라고 잘못 단정 짓기도 하였다. 베닌 제국은 포르투갈 무역인들이 오기 전부터 아프리카 문명의 요충지였고, 이는 베냉의 독자적인 기술임을 뒷받침해주었다. 또한, 많은 조각품들이 유럽과 교류 전인 13세기에 만들어졌다. 15~16세기 만들어진 조각품들도 있는데 이 시기는 베닌 제국의 금속 공학 황금기로 여겨진다.
많은 조각품들이 청동으로 만들어졌다고 알려져있지만 사실 대부분의 조각들은 황동으로 만들어졌다. 또한 청동과 황동의 혼합물, 나무, 대리석, 상아 등 다른 재료로 만든 조각들도 많다. 금속 조각들은 로스트 왁스 주조를 통해 만들었고 가장 잘 만든 작품으로 알려져있다.

## 참고 자료
- Gowing, Lawrence, 편집. (1984). 《Historia Universal del Arte》 (스페인어) IV. Madrid: SARPE. ISBN 978-84-7291-592-3.
- Willett, Frank (1985). 《African Art: An Introduction》 Reprint.판. New York: Thames and Hudson. ISBN 978-0-500-20103-9.
- Beretta, Alcides; Rodenas, María Dolores (1983). 《Historia del Arte: La escultura del África negra》 (스페인어) II. Barcelona: Carroggio. ISBN 978-84-7254-313-3.
- Dohlvik, Charlotta (May 2006). 《Museums and Their Voices: A Contemporary Study of the Benin Bronzes》 (PDF). International Museum Studies. 2013년 10월 19일에 원본 문서 (PDF)에서 보존된 문서. 2021년 5월 30일에 확인함.
- Greenfield, Janette (2007). 《The Return of Cultural Treasures》. Cambridge University Press. ISBN 978-0-521-80216-1.
- Hicks, Dan (2020). 《The Brutish Museums. The Benin Bronzes, Colonial Violence and Cultural Restitution》. Pluto Press. ISBN 9780745341767.
- Huera, Carmen (1988). 《Historia Universal del Arte: África, América y Asia, Arte Primitivo》. Barcelona: Planeta. ISBN 978-8432066900.
- Leuzinger, Elsy (1976). 《Arte del África negra》 (스페인어). Barcelona: Ediciones Polígrafa. ISBN 978-84-343-0176-4.
- Lundén, Staffan (2016). Displaying Loot. The Benin objects and the British Museum. Gotark Series B, Göteborgs Universitet.
- Nevadomsky, Joseph (Spring 2004). “Art and Science in Benin Bronzes”. 《African Arts》 37 (1): 1, 4, 86–88, 95–96. doi:10.1162/afar.2004.37.1.1. JSTOR 3338001.
- Nevadomsky, Joseph (2005). “Casting in Contemporary Benin Art”. 《African Arts》 38 (2): 66–96. doi:10.1162/afar.2005.38.2.66.
- Pijoan (1966). 《Pijoan-Historia del Arte》 I. Barcelona: Salvat Editores.
- 《Benin Diplomatic Handbook》. International Business Publications. 2005. ISBN 978-0-7397-5745-1.[깨진 링크(과거 내용 찾기)]

| 전임 갤리온 모형 | 제77대 100대 유물로 보는 세계사 | 후임 아즈텍의 쌍두사 |